# Autorretrato sem barba (Van Gogh)
O Autorretrato Sem Barba é um óleo sobre tela pintado por Vincent van Gogh em 1889.
O autorretrato é uma das pinturas mais caras de todos os tempos, vendida por US$ 71,5 milhões em 1998 em Nova York. Na época, era a terceira (ou quarta pintura corrigida pela inflação) mais cara já vendida.
Os historiadores da arte estão divididos sobre se esta pintura ou autorretrato é o autorretrato final de Van Gogh. Ronald Pickvance considerou que esta foi a última, enquanto Ingo F. Walther e Jan Hulsker acham que o autorretrato foi a pintura posterior. Foi dado por van Gogh para sua mãe como um presente de aniversário.